# Берген (округ Вернон, Вісконсин)
Берген (англ. Bergen) — місто (англ. town) в США, в окрузі Вернон штату Вісконсин. Населення — 1365 осіб (2020).

## Демографія
Згідно з переписом 2010 року, у місті мешкали 1364 особи в 546 домогосподарствах у складі 423 родин. Було 603 помешкання.
Расовий склад населення:
| - 98,5 % — білих - 0,6 % — корінних американців - 0,4 % — чорних або афроамериканців - 0,1 % — азіатів |

До двох чи більше рас належало 0,4 %. Частка іспаномовних становила 0,8 % від усіх жителів.
За віковим діапазоном населення розподілялося таким чином: 21,7 % — особи молодші 18 років, 63,9 % — особи у віці 18—64 років, 14,4 % — особи у віці 65 років та старші. Медіана віку мешканця становила 48,0 року. На 100 осіб жіночої статі у місті припадало 107,9 чоловіків;  на 100 жінок у віці від 18 років та старших — 107,8 чоловіків також старших 18 років.
Середній дохід на одне домашнє господарство  становив 73 313 долари США (медіана — 65 900), а середній дохід на одну сім'ю — 84 325 доларів (медіана — 72 639). Медіана доходів становила 48 438 доларів для чоловіків та 42 000 доларів для жінок. За межею бідності перебувало 5,9 % осіб, у тому числі 9,7 % дітей у віці до 18 років та 5,7 % осіб у віці 65 років та старших.
Цивільне працевлаштоване населення становило 697 осіб. Основні галузі зайнятості: освіта, охорона здоров'я та соціальна допомога — 28,0 %, будівництво — 11,8 %, роздрібна торгівля — 11,2 %.